# Prionyx zarudnyi
Prionyx zarudnyi là một loài côn trùng cánh màng trong họ Sphecidae, thuộc chi Prionyx. Loài này được Gussakovskij miêu tả khoa học đầu tiên năm 1933.